# スーパーカー消しゴム

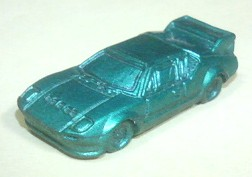
スーパーカー消しゴム
写真はプラモデル用塗料を塗られたもの

スーパーカー消しゴム（スーパーカーけしゴム）とは、駄菓子屋やカプセルトイで消しゴムとして販売されたゴム製スーパーカーの玩具。

## 概要
名称に消しゴムとあるが、文具の消しゴムとしての機能の無い玩具であるミニカーの一種である。カー消しと略される。大きさは全長3cm程度でカラフルな単色で、材質に磁性体を混合した”マグネット消しゴム”や夜光塗料を混合したものもある。
ほとんどが『サーキットの狼』に登場するスーパーカーを元にしており、大多数のスーパーカー消しゴムの裏面には車名が刻まれているが、途中からは一般の乗用車やトラックもラインナップに加わり、中には車名が刻まれておらず、外見から車名が判別できないものもあった。

### 歴史
玩具メーカーのコスモスが、はずれ商品として自社の自動販売機（20円程度のカプセル式ガチャガチャ）で販売し一大ブームとなった。
1975年頃から『週刊少年ジャンプ』にて連載された『サーキットの狼』の大ヒットを受けスーパーカーブームが始まり、安価なスーパーカー消しゴムは当時の男子小学生の間で大流行し1970年代末期にはピークに達した。
消しゴム類収集の流行としてはスーパーカーブームの直後にウルトラマンブームがあり、数年をおいてキン肉マンブームがあった。
概要の通り、名目上は消しゴムと呼ばれていたが、消しゴムとしての材質は使われておらず実用性は全くないため、学校に持っていって先生から「おもちゃは持ってきてはいけません」と注意された場合に「これは、おもちゃではなく消しゴムです」などと言い訳してもそれが通るはずもなく、スーパーカー消しゴムは持ち込み禁止とする学校がほとんどであった。後に同様の言い訳で「キン肉マン消しゴム」や、時計として「ゲーム&ウオッチ」等を学校に持ち込む者もいたが、同様に持ち込み禁止となっている。
学校で、スーパーカー消しゴムなどを持ち込み禁止にする理由としては、下記のような遊びにおいて勝者が敗者の消しゴムを奪い取れるというルールが一部で見られ、これが保護者の間で大きく問題視された事も挙げられる。

## 遊び方
証券用ボールペン等のノック式のボールペンを利用して弾き、相手方にぶつけて机の上から落としたりひっくり返したりする「相撲形式」や、床の上で到達順位を競う「レース形式」などがあり、ボールペンでは三菱鉛筆製の「BOXY」が平面の部分を机に密着できる点で重宝された。
テクニックとして、スーパーカー消しゴムの裏面を滑りやすく加工（接着剤の塗布、ホッチキスの針の打ち込み、ラッカーなどの溶剤への漬け込み等）したり、ペンのスプリングを伸ばしてノック機構を強化する方法がある。
相撲形式で遊ぶとき、小型の消しゴムと、滑りにくいもの（大きい、重いなど）とが1台ずつ、もしくはいずれか2台が最後に残ってしまうと、どちらかが飽きてしまうまで勝負がつかないことがある。大半の物のサイズがNゲージ（1/150）とほぼ同じ大きさであったことから、彩色して転用する者もいた。
また、玩具メーカーのマルカの様に5～6個を1パックにアソートし、ノック式ボールペンと同じ構造の「発射台」をセットにして販売（これも当たりクジつきのシステム）したものもあった。